# Пепі Літман
Пепі Літман (їд. פּעפּי ליטמאַן, уроджена Пеша Кахане; бл. 1876, Тарнопіль, Австро-Угорщина — 13 вересня 1930) — співачка водевілів на їдиш і бродерзінгер. Очолювала популярну мандрівну театральну трупу, яка гастролювала у всій Європі, виконуючи сатиричні пісні в костюмі єврея-хасида. Оскільки вона часто виступала в костюмі хлопчика або денді, її вважають виконавицею протодраг-кінга. Зробила численні записи на грамофонних платівках, які відображають її енергійний і віртуозний стиль співу та демонструють єврейське життя у Східній Європі.

## Ранні роки
Народилася в сім'ї бідних євреїв у Тарнополі, східна Галичина (нині в Україні). Регіон був частиною Австро-Угорської імперії, де євреї могли відносно вільно працювати та подорожувати. Проте бідна єврейська дівчина без приданого мала дуже обмежені перспективи у Східній Європі XIX століття, зазвичай працюючи все своє життя, щоб утримувати своїх батьків, чоловіка, дітей і родичів.
В юності Літман працювала покоївкою в театральному пансіонаті, яким керували батьки Макса Бадіна, актора, який згодом знімався в американських фільмах на їдиш. Оскільки дівчина мала гарний співочий голос, вона незабаром зв'язалася з мандрівними водевільями на їдиш, знаними як бродерзінгери.
Бродерзінгерам приписують створення найдавнішої форми світського театру на їдиші у східноєвропейських пабах, кафе та винних садах. Їхні виступи поєднували елементи традиційного рабинського придворного блазня, бадхена і пурімшпиля (традиційні святкові вистави, які зазвичай виконують аматори приватно, з переодяганнями, сатирою та непристойними піснями). Окрім створення комічних розваг, бродерзінгери зазнали впливу єврейського просвітництва, або гаскали, і виступали за модернізацію, освіту та емансипацію євреїв. Деякі пісні бродерзінгерів висміювали хасидизм; інші виконувались з погляду простого робітництва, як-от нічні сторожі, водоноси, могильники, покоївки та жебраки.
Вийшла заміж за керівника оркестру та бродерзінгера, Якоба Літмана, або Літтмана, який керував власною мандрівною театральною трупою. Після його смерті вона сама очолила трупу, гастролюючи різними містами Російської імперії, Польщі, Німеччини, Австрії, Угорщини та Румунії.

## Критика
Згідно зі свідченнями очевидців, цитованими Залменом Зільберцвейгом у «Leksikon fun Yidishn Teater», Пепі Літман розмовляла кількома мовами, відвідувала літературні гуртки на їдиш і дотримувалася єврейських законів, наскільки могла в дорозі, дотримуючись кошерності та запалювання свічок на Шабат.
Джейкоб Местель, співредактор «Leksikon», назвав її «шансонеткою в хасидських штанах».
Зільберцвейг цитує іншу розповідь очевидця: «Одягнена як хасид, у великій хутряній шапці над кучерявими пейсами, які обрамляли її кругле, повне жіноче обличчя, у широкому розстебнутому пальті з короткими штанами, білими шкарпетками та туфлями, руки крутили пейси, вона виривалась із-за лаштунків співаючи; миттєво, як блискавка, запалювала публіку в залі, і хористи та торговці, кравці та лікарі, служниці та мадам підхопили її мелодії та підспівували».
«У Пепі Літман був чоловічий голос, глибокий і хрипкий, але кожен, хто хоч раз почув її „Yismekhu“, ніколи не міг його забути».
1910 року журналіст М. Й. Ланда рецензував виступ Літмана в Лемберзі, Польща, у складі «Zydowska Kabaretu»: «Вона була „зіркою“ програми… У той момент, коли вона виходила на сцену, одягнена як галицька молодиця, з тюбетейкою та локонами, вся атмосфера кімнати була іншою. У ній домінувала особистість. ….Відверто кажучи, я не вважаю, що чув комічну співачку з голосом більшої сили та можливостей, я віддав перевагу інтелігентному голосу дами в чорній вечірній сукні, яка з легкістю та ефектно співала оперні ноти, і згодом спонукала глядачів купувати листівки з її портретом. Голос Пепі Літтмн — насичений, чистий меццо оперної повноти і буває, що в інших він звучить майже різко, а вона розмовляє зі своїми слухачами, завжди з добрим гумором і, здається, отримує таке ж задоволення від свого співу та скоромовок, як і вони. Слухаючи її виконання „Shabbos After Table“ і „Kol Yisrael Chaverim“, а також кумедну пісеньку про Месію, що приїжджає в автомобілі, я забув, що я був у Галичині — забув про жахливу гнітючу бідність, яка була навкруги кілька днів…».

## Кар'єра
Приблизно з 1905 до 1930 року виступала у Німеччині (особливо в таких курортних містах, як Марієнських Лазнях і Карлсбаді), Угорщині (Будапешті), Польщі (особливо в Лемберзі/Львові), Російській імперії (особливо в Одесі), і, ймовірно, в Америці, оскільки вона записала кілька дисків 78RPM в Нью-Йорку.
Виконувала як жартівливі, так і серйозні пісні на галицькому діалекті їдиш, іноді на германізованій формі їдиш дайтшмеріш. Записала низку пісень, зокрема у Лемберзі, Будапешті, Нью-Йорку. Тісно співпрацювала з бродерзінгером, автором і композитором Шлойме Призаментом.
Під час Першої світової війни Літман переважно виступала в Одесі та поряд, де знайшла прихильників у літературних колах. Вона часто гостювала у письменника та редактора на їдиш Девіда Фрішмана та письменника Менделе Мойхера-Сфоріма.

## Смерть
1928 року Літман повернулася до виступів у Відні, і гастролювала у Карлсбаді, Маріанських Лазнях і Польщі. Після туру вона сильно захворіла, і після перебування в лікарні Ротшильда померла 13 вересня 1930 року. Її похорон організувала Віденська спілка артистів їдиш, а ділянку для її поховання подарувала єврейська громада.